# Szászzsombor
Szászzsombor (románul Jimbor, németül Sommer) falu Romániában, Beszterce-Naszód megyében. Bethlentől 33 km-re délre fekszik. Közigazgatásilag Kékes községhez tartozik, melytől 9 km-re délkeletre van. Neve a honfoglalás kori Zsombor nemzetség nevéből ered.

## Története
1320-ban említik először. A falut egykor szászok lakták, de ezek az 1454. évi pestisben elpusztultak, és helyükre magyarok telepedtek. Magyar lutheránusok lakták, majd a román betelepülés következtében fokozatosan elrománosodott. 1910-ben 699, többségben román lakosa volt, jelentős magyar kisebbséggel. A trianoni békeszerződésig Szolnok-Doboka vármegye Kékesi járásához tartozott.
A 2002-es népszámláláskor 564 lakosa közül 456 fő (80,9%) román, 108 (19,1%) magyar nemzetiségű volt.

## Látnivalók
- A falu mellett északra álló hegy tetejét vár koronázza. Eredete ismeretlen, a vár falai viszonylag épen állnak.